# Island Gardens (Docklands Light Railway)
Island Gardens è una stazione della metropolitana leggera Docklands Light Railway (DLR) sulla diramazione Bank-Lewisham vicina a Island Gardens sull'Isle of Dogs (da non confondere con la penisola di Greenwich), nell'East London. Si trova a nord del Tamigi.
Island Gardens è un parco pubblico con una vista notevole sul fiume verso gli edifici classici dell'ex Greenwich Hospital e del National Maritime Museum, con Greenwich Park che fanno da sfondo. L'entrata nord del tunnel pedonale di Greenwich è all'interno del parco.

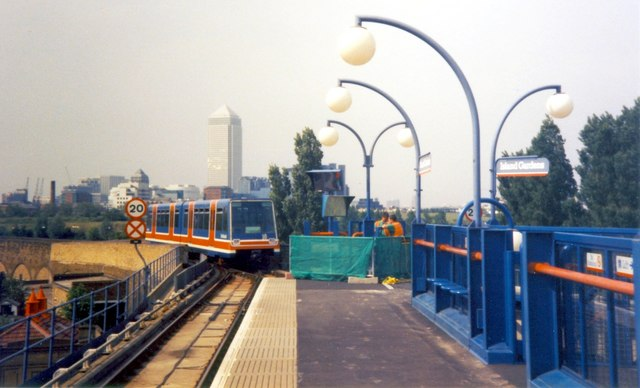
La stazione di Island Gardens prima della ricostruzione

L'originaria stazione DLR di Island Gardens è stata aperta il 31 agosto 1987 come capolinea meridionale del sistema iniziale. Fu costruita accanto al sito della vecchia North Greenwich railway station, che era stato il capolinea meridionale dell'ex Millwall Extension Railway. Era rialzata con due piattaforme, ognuna in grado di ospitare un treno. La stazione richiese una ricostruzione significativa per consentire alle piattaforme di ospitare treni con due carrozze.
L'estensione per Lewisham passa sotto il Tamigi in un profondo tunnel. Ciò ha richiesto la costruzione di una nuova stazione leggermente più lontana dal fiume, a nord di Manchester Road e sotterranea.